# Widlice (województwo pomorskie)
Widlice – wieś kociewska w Polsce, położona w województwie pomorskim, w powiecie tczewskim, w gminie Gniew. W pobliżu miejscowości znajdują się dwa rezerwaty Wiosło Duże i Wiosło Małe.
| SIMC    | Nazwa         | Rodzaj     |
| ------- | ------------- | ---------- |
| 0161588 | Dębiny        | osada      |
| 0161594 | Dębowy Las    | przysiółek |
| 0161602 | Duże Wiosło   | osada      |
| 0161619 | Małe Wiosło   | osada      |
| 0161364 | Pólko         | osada      |
| 1037790 | Widlice Dolne | część wsi  |
| 1037809 | Widlice Górne | część wsi  |

W latach 1975–1998 miejscowość administracyjnie należała do województwa gdańskiego.

## Historia wsi
Od 22 października 1906 r. do 8 IV 1907 r. w miejscowej szkole elementarnej odbył się strajk dzieci przeciwko nauczaniu religii w języku niemieckim. W strajku wzięły udział następujące dzieci: J., K., A., R., L. Bonkowie, A. Droszkowski, L. Guzińska, S. Kulikowska, B. Kubowska, J. Lesner, A., J., B. Ludwichowscy, L. Odrowska, F. Ostrowski, K., L. Różyńskie, Rocławska, J., A. Rożeńscy, L. Tatczyński. Strajk był częścią znacznie większej akcji biernego oporu wobec pruskich władz szkolnych, która na przełomie 1906 i 1907 r. objęła ponad 460 (!) szkół w prowincji Prusy Zachodnie (tj. Pomorze Gdańskie, Krajnę, Powiśle, ziemię chełmińską i ziemię lubawską). Inspiracją dla strajków pomorskich były wcześniejsze działania dzieci w prowincji wielkopolskiej, ze słynnym strajkiem we Wrześni (1901) na czele.
W latach 1920-28 była tu ulokowana placówka Straży Celnej „Widlice”.